# A Sina do Aventureiro
A Sina do Aventureiro é um filme de ação, faroeste e drama brasileiro escrito e dirigido, por José Mojica Marins,também conhecido pelo seu alter ego Zé do Caixão,  concluído em 1958. O filme foi produzido pela Indústria Cinematográfica Apolo, e distribuído Polifilmes Satélite Filmes, e contou com os atores Acácio Lima, Shirley Alves, Augusto Pereira e Ruth Ferreira, além do próprio Mojica.
O filme acompanha o forasteiro Jaime (Acácio de Lima), que depois de roubar dois homens, é perseguido e baleado. O jovem é encontrado as margens de um rio pela jovem Dorinha (Shirley Alves), que o resgata, e leva até a fazenda de seu pai. O filme traz em seu enredo, além de ação e aventura, um  romance, típico dos filmes western.
O filme de José Mojica Martins, foi o seu primeiro longa sonoro completo, que seguiu a produção de Sentença de Deus, no qual três atrizes morreram, antes do filme ser cancelado. O filme foi classificado como o primeiro “Western Feijoada”, pelo pesquisador Rodrigo Pereira.  José Mojica Martins disse ter produzido uma grande miscelânea cultural, misturando em seu filme, roupa nordestina, gaúcha e americana,  e creditou como um dos fatores do sucesso desse longa, que permaneceu no cinema por um longo período. 

## Enredo
O filme conta a história de Jaime (Acácio de Lima), um aventureiro que busca a sobrevivência no interior de São Paulo, em São José da Bela Vista. Depois de um assalto a dois homens que negociavam uma fazenda, Jaime é perseguido e acaba baleado, porém consegue se safar. Ferido, desmaia a beira de um rio onde é resgatado por duas belas mulheres, Dorinha (Shirley Alves) e Rosária (Ruth Ferreira).
Debilitado é levado para a fazenda do pai de Dorinha, no qual permanece um tempo se recuperando. Mas a polícia procurava pelo aventureiro errante, e depois de engatar um romance com Dorinha, é convencido a se entregar para os oficiais.
Depois de um tempo na cadeia Jaime retorna para Dorinha, e a pede em casamento. Nesse momento, Xavier (Amides Martinez), que por um período trabalhou na fazendo do pai de Dorinha, e havia tentado um romance com a jovem, descobre sobre o casamento e planeja arruinar tudo. 

## Elenco
O elenco de Sina do Aventureiro, foi composto por muitos atores que frequentavam a escola de atores que  José Mojica Marins havia criado em 1956, Arte Dramática Apolo, por exceção de Ruth Ferreira e Shirley Alves, que depois ingressariam na escola do cineasta. 
- Acácio de Lima – Jaime
- Shirley Alves –  Dorinha
- Augusto Pereira - Capitão Osvaldo
- Ruth Ferreira – Rosária
- Amides Martinez - Xavier
- José Mojica Marins - Gregório
- Alaert Leão
- Enibalú
- Graveto
- Mário Lima
- Tônia Eletra

## Trilha Sonora
José Mojica Marins compôs as 10 músicas da trilha sonora do filme, musicalizadas por Enibalú. As letras são muito representativas sobre o que se passa na história, de maneira a guiar o espectador pela narrativa, apenas com as músicas que o compõe. A orquestra e a regência foram responsabilidade de João da Silva. 
| N.º | Título                     | Compositor         | Duração |  |
| 1.  | "A Sina do Aventureiro"    | José Mojica Marins |         |  |
| 2.  | "Olhar Boiadero"           | José Mojica Marins |         |  |
| 3.  | "Ventania"                 | José Mojica Marins |         |  |
| 4.  | "Numa Promessa de Amor"    | José Mojica Marins |         |  |
| 5.  | "Renúncia a Tristeza"      | José Mojica Marins |         |  |
| 6.  | "Baião da Liberdade"       | José Mojica Marins |         |  |
| 7.  | "Confissão de uma Saudade" | José Mojica Marins |         |  |
| 8.  | "Meia Lua"                 | José Mojica Marins |         |  |
| 9.  | "Quando decide o Coração"  | José Mojica Marins |         |  |
| 10. | "Alvorecer"                | José Mojica Marins |         |  |

## Recepção Crítica
José Mojica Marins explica um dos motivos do sucesso do filme: "Eu colocava os alunos na fila de outro filme qualquer e depois de uns minutos, eles falavam entre si: "Por que ficamos aqui na fila, esperando esse filme? Por que não vamos ao Coral? (Coral era um cinema que pertencia ao irmãos Valency, com quem Mojica Marins fez amizade, e passaram a exibir seus filmes.) Parece que o filme de lá é bem melhor. Vamos. Vamos". E eles iam todos e levavam as demais pessoas da fila. E isso todos os dias, todas as horas. Foi sucesso...na  ‘marra’, não é? Mas foi". Além desse motivo, o filme contou com divulgação espontânea em algumas capitais como Salvador e Porto Alegre.
Num primeiro momento o filme não despertou a atenção dos críticos nacionais, que esnobavam do filme. Mais tarde, quando ganhou expressão internacional, o filme foi visto com outros olhos no Brasil.